# Championnat du Turkménistan de football 1993
Navigation
Saison 1992 Saison 1994
La saison 1993 du Championnat du Turkménistan de football est la deuxième édition de la première division au Turkménistan. La compétition regroupe les dix meilleurs clubs du pays et se déroule en deux phases : la première voit les dix clubs, regroupés en une poule unique, s'affronter deux fois, à domicile et à l'extérieur. Lors de la deuxième, les cinq premiers jouent la poule pour le titre, les cinq derniers la poule de relégation. 
C'est le club de Köpetdag Achgabat, tenant du titre, qui remporte à nouveau la compétition cette saison après avoir terminé en tête du classement final, avec quatre points d'avance sur Sport Buzmeyin et huit sur Nebitçi Nebitdag. C'est le deuxième titre de champion du Turkménistan de l'histoire du club, qui devient le premier club turkmène (en compagnie de Merw Mary, finaliste de l'édition inaugurale de la Coupe du Turkménistan) à prendre part à une compétition continentale.

## Les clubs participants
| - Köpetdag Achgabat - Nebitçi Nebitdag - Merw Mary - Sport Buzmeyin - Hazar Turkmenbasy | - Balkan Nebitdag - TSHT Achgabat - Lebap Tchardjou - Kolhozçy Türkmengala - Zarya-MALS Dashoguz |

## Compétition
Le barème de points servant à établir le classement se décompose ainsi :
- Victoire : 3 points
- Match nul : 1 point
- Défaite : 0 point

### Première phase
| Rang | Équipe               | Pts | J  | G  | N | P  | Bp | Bc | Diff |
| ---- | -------------------- | --- | -- | -- | - | -- | -- | -- | ---- |
| 1    | Köpetdag AchgabatT   | 42  | 18 | 13 | 3 | 2  | 75 | 8  | +67  |
| 2    | Sport Buzmeyin       | 40  | 18 | 12 | 4 | 2  | 27 | 14 | +13  |
| 3    | Nebitçi Nebitdag     | 39  | 18 | 12 | 3 | 3  | 54 | 13 | +41  |
| 4    | Merw Mary            | 31  | 18 | 9  | 4 | 5  | 31 | 19 | +12  |
| 5    | Zarya-MALS Dashoguz  | 31  | 18 | 9  | 4 | 5  | 30 | 24 | +6   |
| 6    | Balkan Nebitdag      | 23  | 18 | 7  | 2 | 9  | 23 | 30 | -7   |
| 7    | Hazar Turkmenbasy    | 22  | 18 | 6  | 4 | 8  | 19 | 27 | -8   |
| 8    | Lebap Tchardjou      | 22  | 18 | 6  | 4 | 8  | 19 | 28 | -9   |
| 9    | Kolhozçy Türkmengala | 6   | 18 | 2  | 0 | 16 | 13 | 58 | -45  |
| 10   | TSHT Achgabat        | 0   | 18 | 0  | 0 | 18 | 8  | 78 | -70  |

|  | Qualification pour la poule pour le titre |
|  | Participation à la poule de relégation    |
|  | T : Tenant du titre                       |

### Deuxième phase

#### Poule pour le titre
| Rang | Équipe                | Pts | J | G | N | P | Bp | Bc | Diff |
| ---- | --------------------- | --- | - | - | - | - | -- | -- | ---- |
| 1    | Köpetdag Achgabat'T'C | 20  | 8 | 6 | 2 | 0 | 21 | 4  | +17  |
| 2    | Sport Buzmeyin        | 16  | 8 | 5 | 1 | 2 | 12 | 9  | +3   |
| 3    | Nebitçi Nebitdag      | 12  | 8 | 3 | 3 | 2 | 5  | 6  | -1   |
| 4    | Merw Mary             | 7   | 8 | 2 | 1 | 5 | 8  | 13 | -5   |
| 5    | Zarya-MALS Dashoguz   | 1   | 8 | 0 | 1 | 7 | 3  | 17 | -14  |

|  | Qualification pour la Coupe d'Asie des clubs champions 1994-1995 |
|  | Qualification pour la Coupe des Coupes 1994-1995                 |
|  | T : Tenant du titre C : Vainqueur de la Coupe du Turkménistan    |

#### Poule de relégation
| Rang | Équipe               | Pts | J | G | N | P | Bp | Bc | Diff |
| ---- | -------------------- | --- | - | - | - | - | -- | -- | ---- |
| 6    | Balkan Nebitdag      | 21  | 8 | 7 | 0 | 1 | 17 | 5  | +12  |
| 7    | Hazar Turkmenbasy    | 18  | 8 | 6 | 0 | 2 | 16 | 5  | +11  |
| 8    | Lebap Tchardjou      | 9   | 8 | 3 | 0 | 5 | 12 | 9  | +3   |
| 9    | Kolhozçy Türkmengala | 9   | 8 | 3 | 0 | 5 | 4  | 15 | -11  |
| 10   | TSHT Achgabat        | 3   | 8 | 1 | 0 | 7 | 8  | 23 | -15  |

|  | Relégation en deuxième division |

- Pour une raison indéterminée, seul Lebap Tchardjou se maintient parmi l'élite.

## Bilan de la saison
| Championnat du Turkménistan de football 1993                             |                              |
| Champion                                                                 | Köpetdag Achgabat (2e titre) |
| Coupes et trophées                                                       |                              |
| Vainqueur de la Coupe du Turkménistan 1993                               | Köpetdag Achgabat            |
| Qualifications continentales                                             |                              |
| Coupe d'Asie des clubs champions 1994-1995                               | Köpetdag Achgabat            |
| Coupe des Coupes 1994-1995                                               | Merw Mary                    |
| Promotions et relégations                                                |                              |
| Promus en Yokary Liga                                                    | FK Babadayhan                |
| Promus en Yokary Liga                                                    | Khlopkovik Tchardjou         |
| Promus en Yokary Liga                                                    | Şagadam Türkmenbaşy          |
| Promus en Yokary Liga                                                    | Nisa Achgabat                |
| Relégués en Championnat du Turkménistan de football de deuxième division | Arlan Nebitdag (forfait)     |
| Relégués en Championnat du Turkménistan de football de deuxième division | Hazar Turkmenbasy            |
| Relégués en Championnat du Turkménistan de football de deuxième division | Kolhozçy Türkmengala         |
| Relégués en Championnat du Turkménistan de football de deuxième division | TSHT Achgabat                |